# Kivistö (sjö i Keuru, Mellersta Finland)
Kivistö är en sjö i kommunen Keuru i landskapet Mellersta Finland i Finland. Sjön ligger 146,7 meter över havet. Arean är 50 hektar och strandlinjen är 4,87 kilometer lång. Sjön  ingår i Kumo älvs huvudavrinningsområde.   Den ligger omkring 45 kilometer väster om Jyväskylä och omkring 230 kilometer norr om Helsingfors. 